# Klan MacLaren
MacLaren (Maclaren, McLaren, gael. MacLabhruinn) – szkockie nazwisko i nazwa klanu góralskiego.